# 潛在熱帶氣旋AL102017
潛在熱帶氣旋AL102017是2017年大西洋颶風季第10個獲國家颶風中心升為潛在熱帶氣旋的熱帶擾動，其被認定有極高的機率發展為熱帶氣旋並同時對人口密集區構成威脅，該系統也是此次颶風季中唯一一個未能完全發展成熱帶氣旋的系統。該系統帶來洪水並有著相當於熱帶風暴強度的風力，對於美國東南部、中大西洋州份帶來影響，特別是佛羅里達和卡罗来纳，並持續影響至加拿大大西洋省份。該系統是源自於8月13日於非洲西海岸形成的一股東風波，在八月下旬抵達佛羅里達州之前，一路向西橫跨大西洋，當系統靠近北卡罗来纳州沿岸時，幾乎可以發展成熱帶風暴，但受到強烈的風切變及哈維颶風的外流影響，使得其發展受到干擾，無法進一步增強。而後，該系統轉性成溫帶氣旋並在紐芬蘭與拉布拉多省以南達到相當於颶風強度的巔峰，並於9月3日在冰島附近被另一個溫帶氣旋吸收。
這個熱帶擾動在佛羅里達州西南部的十里運河和六英里柏樹沼澤保護區的最大降雨量超過760毫米，同時亦造成麥爾茲堡西部降下超過460毫米的降雨量，在佛羅里達州造成洪水，促使超過200人撤離。這場洪水是佛羅里達州西部在過去20年來最嚴重的一次，共造成2人受傷及超過192.3萬美元的損失。在此系統離開後不到兩週，颶風艾瑪在佛羅里達州西南部登陸，進一步加劇該地區的破壞。

## 背景
國家颶風中心從2017年開始，對極有可能在48小時內命名，並有極大機率侵襲陸地且急遽發展的低壓區認定為「潛在熱帶氣旋」，而國家颶風中心可以選擇針對尚未成為熱帶氣旋但很有可能成為熱帶氣旋的熱帶擾動發布預警——選擇觀察和警告。在同年6月18日升格成的「潛在熱帶氣旋AL022017」是第一個獲得此稱號的系統，該系統後來在向風群島東南偏東方發展成熱帶風暴布雷特。此外，即使潛在熱帶氣旋不符合熱帶氣旋的條件，在颶風季的後續時間裡，潛在熱帶氣旋的編號將獲得保留，這意味著下一個熱帶系統將獲指定為以下編號，例如說「潛在熱帶氣旋AL102017」在最終仍未能發展成一股熱帶氣旋。值得一提的是，潛在熱帶氣旋AL102017過後，縱使在2017年大西洋颶風季只有12個熱帶系統獲正式命名，飓风卡蒂娅仍獲「潛在熱帶氣旋AL132017」的系統編號 。「潛在熱帶氣旋AL102017」是自此制度啟用後第一個未能完全發展成熱帶氣旋的系統，截至2022年總共有3個系統獲得潛在熱帶氣旋編號但未獲命名，其餘兩個分別是2019年太平洋颶風季的「潛在熱帶氣旋EP172019」及2022年大西洋颶風季的「潛在熱帶氣旋AL042022」。

## 氣象歷史

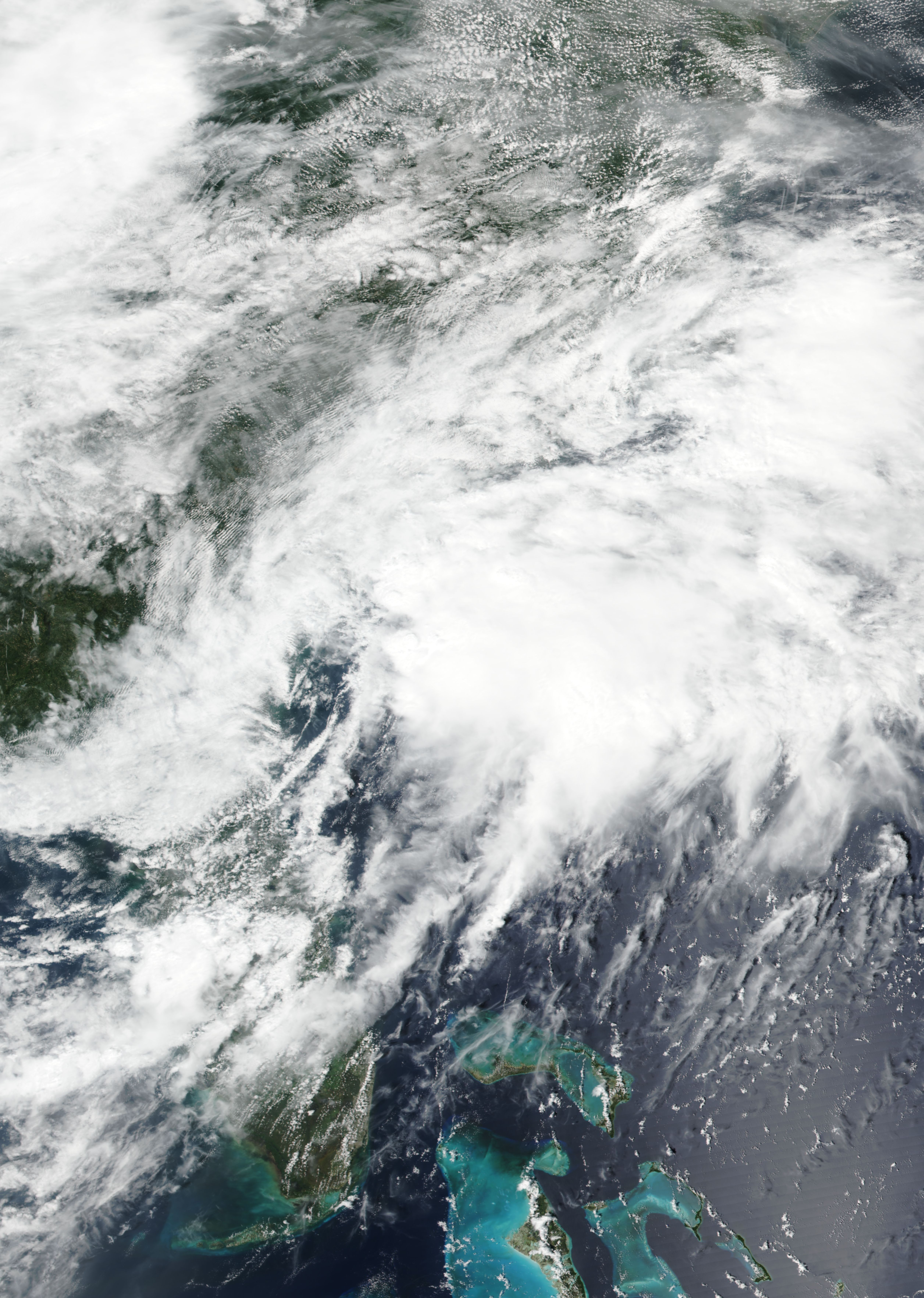
於8月28日正在離開佛羅里達東岸的潛在熱帶氣旋AL102017

一個東風波於8月23日在非洲西海岸生成，隨後快速地進入北大西洋東側，國家颶風中心對其開始進行監測，並認為其在有利的環境下，會與佛得角西南部附近的廣闊低壓區合併發展。但事實與預測相反，這兩個熱帶擾動仍然獨立發展，廣闊的低壓區繼續向西移動，而此東風波則是向北遠離。之後，廣闊的低壓區向西迅速移動，最終發展成颶風哈維，而位在東側的此系統則發展較為緩慢。國家颶風中心在8月18日認為位在颶風哈維後面的此系統，其發展愈趨有利，在2天內發展為熱帶氣旋的機率為70%，但受到強烈的風切影響，使得其發展受到干擾，無法進一步增強。在接下來的幾天，此系統繼續向西北移動，並在8月21日抵達巴哈馬，隨後在8月23日越過佛羅里達州南部，並在佛羅里達半島的西部滯留兩天，離開佛羅里達半島西部後，此系統於8月25日移動至佛羅里達州中部並再次滯留，最終在8月27日於佛羅里達州東海岸出海。出海後的系統在8月27日晚間於喬治亞州外海附近再次組織起來，國家颶風中心預測此系統有機會在2天內發展為熱帶氣旋，並對美國東南部構成威脅，將其編號為「潛在熱帶氣旋AL102017」並決定對其發布預警。
國家颶風中心在8月27日研判該系統在2天內發展為熱帶氣旋的機率為90%，由於系統的結構極其靠近陸地，因此國家颶風中心針對北卡罗来纳州和南卡罗来纳州海岸發佈了觀察和警告。然而，該系統的結構發展仍然雜亂無章，缺乏封閉的低層環流。翌日，該系統的一分鐘最大持續風速達到約40英里每小時（64每小時；18每秒；35節）的強度，中心最低氣壓約1,006毫巴，相當於一股小型的熱帶風暴。然而，該系統仍然缺乏一個封閉的低層環流中心，而該系統東南側的風切變增強，再加上受熱帶風暴哈維的外流影響，使得該系統不利於進一步增強為熱帶氣旋。該系統加速向東北移動時，系統的環流逐漸擴大但整體結構仍然凌亂。該系統在8月29日經過卡羅來納時，除了帶來相當於熱帶風暴的強風外，為當地挾帶雷暴。國家颶風中心留意到，該系統中心逐漸變冷並開始發展非常深的不對稱對流，而原本在近中心附近的雷暴亦因為強風切變的影響逐漸向東移動。與此同時，該系統開始與一個斜壓帶相互作用，導致該系統開始轉性爲溫帶氣旋。儘管在8月29日稍晚觀測到該系統封閉的低層環流中心已經發展完全，但整體亦已經徹底轉性為溫帶氣旋，因此國家颶風中心對該系統停止發報並取消觀察和警告。轉性後，該系統的一分鐘最大持續風速達到約45英里每小時（72每小時；20每秒；39節）的強度，中心最低氣壓約1,004毫巴，該系統在進入溫帶海域後仍然持續增強並持續加速向東北移動，隨後於8月31日在紐芬蘭與拉布拉多省達到一分鐘最大持續風速約75英里每小時（121每小時；34每秒；65節）的巔峰強度，中心最低氣壓971毫巴 。該系統於9月3日在冰島附近被另一個溫帶氣旋吸收 成為另一更大的溫帶氣旋，該溫帶氣旋之後被柏林自由大學非正式命名為「派瑞曼」並在之後影響了愛爾蘭和英國。

## 防災與影響

### 佛羅里達

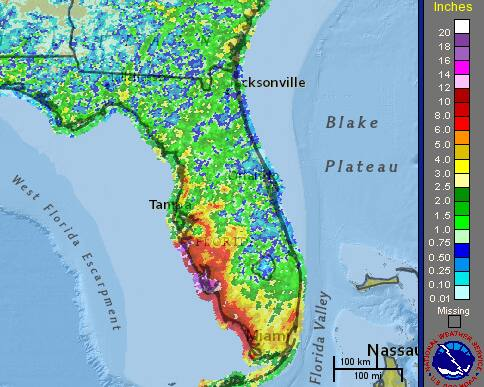
潛在熱帶氣旋AL102017在佛羅里達的總降雨量圖

此系統在經過佛羅里達的這段期間，造成當地暴雨進而引發全州洪水，影響最嚴重的地方在當地的西南部地區，此次洪水為該州西部在過去20年以來最嚴重的一次，尤其是麥爾茲堡南部李縣的艾蘭帕克社區最為嚴重。該地區在經歷了數天的降雨後，造成小米溪及十里運河的河水氾濫，進而導致該地區發生大面積洪水 。十里運河和六英里柏樹沼澤保護區的最大降雨量超過760毫米，相當於這些地區年降雨量的60%，麥爾茲堡西部地區最大降雨量超過460毫米，相當於該地區年降雨量的55% 。美國41號公路在8月28日所測得積水的水位深度達到4英尺，此系統引起的洪水迫使200人撤離與37隻動物獲救，公路沿線的十幾個社區封閉且只有單一道路出入，使得人們難以從洪水中撤離。包括高速公路附近的房車園區在內的許多房屋受到破壞，柯里爾縣及李縣的學校亦關閉，許多道路被關閉且積水超過3英尺 。
8月26日至27日這段期間，在李縣附近的博卡格蘭德堡的最大降雨量超過150毫米，開普科勒爾在72小時的降雨量亦測得307毫米，這也進而導致在8月27日至28日這段期間引發極端的洪水。洪水沖入開普科勒爾的11戶人家，並衝破位在海岸莊園拖車園區內的一些拖車房，而在熱帶拖車公園水深及腰，其中有30輛拖車遭淹。卡普蒂瓦、開普科勒爾、薩尼貝爾及松島地區周遭的許多道路都出現1到3英尺深的積水，共造成7次的緊急汽車救援。洪水在博卡格蘭德地區造成了超過300,000美元的損失。8月26日至28日這段期間，此系統在海牛縣的降雨量高達430毫米，導致多起街道洪水，70號美國國道有部分汽車漂在水面上，且有一名人員獲救。長灘區有67戶的人家的積水超過1英尺，迫使當地住戶撤離，洪水亦流入了海牛大道西38街附近的房屋。一名居住在長灘區莎拉·帕爾姆社區的61歲男子在8月27日溺水身亡，當時他的輪椅傾倒在洪水之中，此系統造成海牛縣超過134萬美元的損失。在麥爾茲堡南部的李縣因8月27日至28日這段期間的強降雨導致局部洪水氾濫，洪水沖破了埃斯特羅和博尼塔斯普林斯的移動房屋，其中在埃斯特羅有70人被迫從移動房屋園區中撤離，主因是降雨造成帝國河的河水氾濫，此系統造成麥爾茲堡超過100,000美元的損失。在鄰近的薩拉索塔於8月26日至28日這段期間的降雨量達410毫米，導致多起街道洪水，造成超過50,000美元的損失。一名在長船礁的73歲男子於8月27日下午試圖開車穿越被水淹沒的狗狗公園的停車場後，其汽車被洪水沖進排水溝，最終溺水身亡。
此系統也是造成當地惡劣天氣的原因之一，自8月23日至28日這段期間，氣象監測部門至少提交了21個風暴報告，其中包含嚴重雷暴所造成的災害。美東時間8月24日上午10點5分，歐基求碧縣的希洛洛觀測出漏斗雲。一名資深的氣象觀測員表示，其在美國441號公路向北行駛時，亦有在德拉姆堡觀測出漏斗雲。美東時間8月24日晚間8時19分，在馬納提縣的薩莫塞特出現一股EF0的龍捲風，並在3分鐘後發起並吹襲，據多名目擊者報告，龍捲風吹襲時附近地區出現漏斗雲。龍捲風造成了狹窄的破壞路徑，並對公共工程設施造成了輕微破壞，此外亦拋出鋁屑並削倒了多棵樹，共造成20,000美元的損失。
整體而言，此系統在當地造成兩人死亡，經濟損失超過192.3萬美元。在此系統離開後不到兩週，颶風艾瑪在當地西南部登陸，進一步加劇該地區的破壞。

### 其他地區
國家颶風中心在8月27日預測此系統有機會在2天內發展為熱帶氣旋，因此為卡羅萊納發佈了觀察和警告，預計此系統還會對南卡羅來納州沿海和外灘群島帶來230毫米的降雨量，並有機會引發風暴潮。當此系統逐漸靠近卡羅來納的海岸線時，帶來相當於熱帶風暴強度的強風且挾帶著閃電、洪水與長浪襲擊該地區，但對陸地的影響不大。當此系統逐漸向東北移動時，也為美國東北部的其他州挾帶長浪與降雨。而後，此系統轉變為溫帶氣旋後逐漸靠近加拿大大西洋省份時，加拿大颶風中心對其發布警告，而此系統以相當於熱帶風暴的強度達到巔峰，對當地帶來狂風與長浪。

## 外部連結
- （英文）美國聯合颱風警報中心：潛在熱帶氣旋AL102017最佳路徑數據 （页面存档备份，存于）
- （英文）美國國家颶風中心：潛在熱帶氣旋AL102017機構報文 （页面存档备份，存于）
- 潛在熱帶氣旋AL102017活動歷史 （页面存档备份，存于）
- 潛在熱帶氣旋AL102017觀察資料 （页面存档备份，存于）